# Ernst Lerch
Ernst Lerch (ur. 19 listopada 1914 w Klagenfurcie, zm. 1997 tamże) – austriacki zbrodniarz nazistowski z okresu II wojny światowej.
Wchodził w skład ścisłego kierownictwa operacji Reinhard. Był odpowiedzialny za „sprawy żydowskie” i masowe mordowanie Żydów w Generalnym Gubernatorstwie.
W 1960 r. skazany został na 2 lata więzienia przez sąd w Wiesbaden.